# Valeriano Menor
Licínio Valeriano (em latim: Licinius Valerianus Minor; 268), também conhecido como Valeriano Menor, era filho do imperador Valeriano (r. 253–260) e irmão de Galiano (r. 253–268). Em algum momento entre 253 e 264, foi nomeado cônsul sufecto e, em seguida, cônsul anterior em 265. Morreu nos expurgos que se seguiram à morte do irmão em 268. João Zonaras afirma que foi morto em Roma enquanto que Eutrópio e a História Augusta afirmam que foi em Mediolano (atual Milão).